# Distrito electoral de Delaware (condado de Otoe, Nebraska)
Delaware (en inglés: Delaware Precinct) es un distrito electoral ubicado en el condado de Otoe en el estado estadounidense de Nebraska. En el Censo de 2010 tenía una población de 407 habitantes y una densidad poblacional de 4,46 personas por km².

## Geografía
Delaware se encuentra ubicado en las coordenadas 40°39′38″N 96°3′31″O / 40.66056, -96.05861. Según la Oficina del Censo de los Estados Unidos, Delaware tiene una superficie total de 91.26 km², de la cual 90.52 km² corresponden a tierra firme y (0.81%) 0.74 km² es agua.

## Demografía
Según el censo de 2010, había 407 personas residiendo en Delaware. La densidad de población era de 4,46 hab./km². De los 407 habitantes, Delaware estaba compuesto por el 97.54% blancos, el 0.98% eran amerindios, el 0.25% eran asiáticos y el 1.23% eran de otras razas. Del total de la población el 2.46% eran hispanos o latinos de cualquier raza.